# Teresa Marmucka-Lalka
Teresa Marmucka-Lalka (ur. 17 sierpnia 1942) – polska działaczka samorządowa i związkowa, rolnik, biolog, w latach 2002–2006 członek zarządu województwa kujawsko-pomorskiego II kadencji.

## Życiorys
Z wykształcenia biolog, absolwentka Uniwersytetu im. Adama Mickiewicza w Poznaniu. Podjęła nieukończone studia doktoranckie w tej dziedzinie, przez sześć lat pracowała w Instytucie Uprawy, Nawożenia i Gleboznawstwa w Puławach. W latach 70. zajęła się prowadzeniem ferm drobiu we Włókach i na Mazurach. Na początku lat 90. przeniosła się do Żabna. Zasiadała także w zarządzie fundacji wspierającej osoby niepełnosprawne oraz w Radzie Społecznej Rolników przy Kasie Rolniczego Ubezpieczenia Społecznego. W latach 90. należała do założycieli Związku Zawodowego Rolnictwa „Samoobrona”. Wstąpiła do partii Przymierze Samoobrona (od 2000 działającej pod nazwą Samoobrona RP), zajmowała stanowisko przewodniczącej jej wojewódzkich struktur i członka rady krajowej.
Z ramienia Samoobrony RP kilkukrotnie kandydowała do Sejmu, w 1993 i 1997 otwierała jej listy w okręgu nr 6 (bydgoskim), w 2001 znalazła się na drugim miejscu listy okręgowej. W wyborach samorządowych w 1998 bezskutecznie ubiegała się o mandat radnej powiatu mogileńskiego z listy Polskiego Stronnictwa Ludowego. W 2002 wybrana radną sejmiku kujawsko-pomorskiego. 26 listopada 2002 została powołana na stanowisko członka zarządu województwa kujawsko-pomorskiego, odpowiedzialnego m.in. za politykę społeczną (w ramach koalicji Sojuszu Lewicy Demokratycznej i Polskiego Stronnictwa Ludowego). Stało się to wbrew rekomendacjom władz partii, które sugerowały utworzenie koalicji z Platformą Obywatelską, Prawem i Sprawiedliwością oraz Ligą Polskich Rodzin. Pomimo postawionego ultimatum nie odeszła z zarządu, w związku z czym wykluczono ją z klubu radnych i partii. W czerwcu 2005 zatrzymana przez Agencję Bezpieczeństwa Wewnętrznego pod zarzutem płatnej protekcji (zwolniona tego samego dnia). Zakończyła pełnienie funkcji członka zarządu województwa 24 listopada 2006. W 2007 powróciła w szeregi Samoobrony RP. W 2014 ponownie kandydowała do sejmiku województwa.
Zawarła związek małżeński, doczekała się trzech córek (dwie zmarły w wypadku w 1989). W 2018 wyróżniona tytułem „Zasłużony dla gminy Mogilno”.